# 普法芬霍芬 (奥地利)
普法芬霍芬（德語：Pfaffenhofen，德語發音：[pfafn̩ˈhoːfn̩] ⓘ）是奥地利蒂罗尔州因斯布鲁克兰县的一个市镇。总面积7平方公里，总人口1062人，人口密度151.7人/平方公里（2011年）。